# Смит, Джонте
Джонте Смит (англ. Jonté Smith; 10 июля 1994, Гамильтон, Бермудские Острова) — бермудский футболист, нападающий английского клуба «Челтнем Таун» и сборной Бермудских Островов.

## Биография

### Клубная карьера
Родился в 1994 году в Гамильтоне, в семье бывшего игрока в крикет Клэя Смита. Заниматься футболом начал на Бермудских Островах, но в 2010 году переехал в Великобританию, чтобы начать профессиональную карьеру, и присоединился к молодёжной команде «Саттон Юнайтед». В 2011 году он перешёл в клуб английской Лиги 1 «Кроли Таун». Дебютировал в составе команды 29 декабря 2012 года, выйдя на замену на 79-й минуте в матче 25 тура против «Борнмута». В течение следующих нескольких месяцев появлялся на поле ещё в трёх матчах лиги. Начиная с лета 2012 года, Смит стал выступать в арендах в клубах шестого и седьмого дивизионов Англии и больше не играл за «Кроули». Зимой 2014 года в очередной раз был отдан в аренду, на этот раз в клуб третьего дивизиона Финляндии ПС Кеми. По ходу сезона он подписал с клубом полноценный контракт и по итогам 2014 года выиграл с командой зону «Север» третьего дивизиона, добившись повышения в Юккёнен. В 2015 году Смит выступал за клуб третьего дивизиона Норвегии «Флеккерёй», но затем вернулся в Англию, где следующие несколько лет выступал в клубах низших лиг. Зимой 2019 года игрок вернулся на профессиональный уровень и подписал контракт с клубом Лиги 1 «Оксфорд Юнайтед», однако за полгода лишь однажды появился на поле в составе команды. Летом того же года в качестве свободного агента подписал контракт с клубом Лиги 2 «Челтнем Таун».

### Карьера в сборной
В сборную Бермудских Островов Смит впервые был вызван в марте 2015 года и дебютировал в её составе, сыграв в двух матчах первого отборочного раунда чемпионата мира 2018 против сборной Багамских Островов. По итогам двух встреч Бермуды одержали победу с общим счётом 8:0, однако в следующем раунде сборная уступила Гватемале и завершила борьбу за выход на чемпионат мира.
Летом 2019 года Смит был включён в заявку сборной на Золотой кубок КОНКАКАФ 2019. На турнире игрок принял участие двух матчах группового этапа, оба раза появившись на замену, а его команда набрала три очка, но для выхода из группы этого оказалось недостаточно.

## Достижения
«ПС Кеми»
- Победитель Какконена (зона «Север»): 2014